# Аль-Мадина (рынок)
Аль-Мадина (араб. سوق المدينة‎) — крытый рынок (сук) в центре окружённого стенами Старого города Алеппо, со своими длинными узкими улочками (их протяжённость составляет около 13 километров) является крупнейшим крытым историческим рынком в мире. Это главный торговый центр, где продаются предметы роскоши из других стран, такие как шёлк из Ирана, специи и красители из Индии и многое другое. Здесь же можно купить товары и местного производства: шерсть, мыло, сельскохозяйственную продукцию. Рынок Аль-Мадина представляет собой конгломерат суков, большинство из которых существуют с XIV века и имеют собственные имена, по названиям профессий, ремёсел и товаров: шерстяной сук, медный сук и т. д. Рынок включает в себя также караван-сараи для постоя торговцев и хранения товаров. Здесь также есть ремесленные лавки и мастерские. Большинство караван-сараев также имеют собственные имена, в зависимости от предназначения и расположения на территории рынка, и представляют собой памятники архитектуры с прекрасными фасадами и входами с тяжёлыми деревянными дверями.
Сук Аль-Мадина, в составе всего Старого города Алеппо, был включён в Список всемирного наследия ЮНЕСКО в 1986 году.

## Внутри сука
Сук состоит из множества специализированных рынков, здания которых раньше служили самым разным целям.
Самые известные:

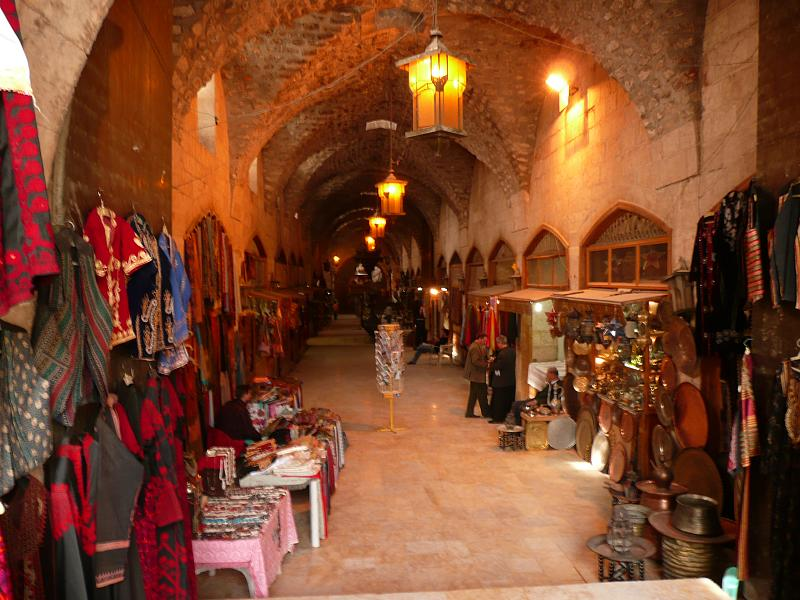
Хан аш-Шунех

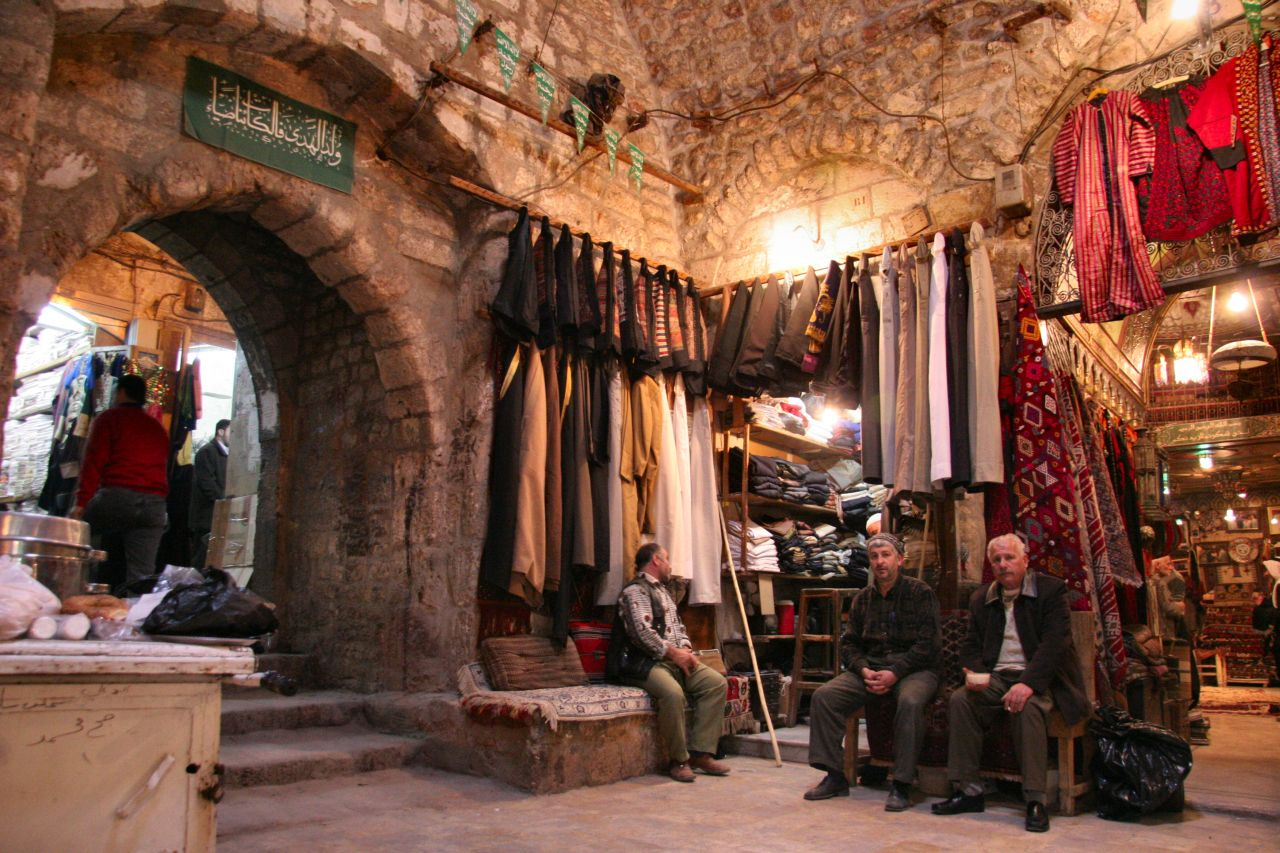
Сук аль-Хирадж

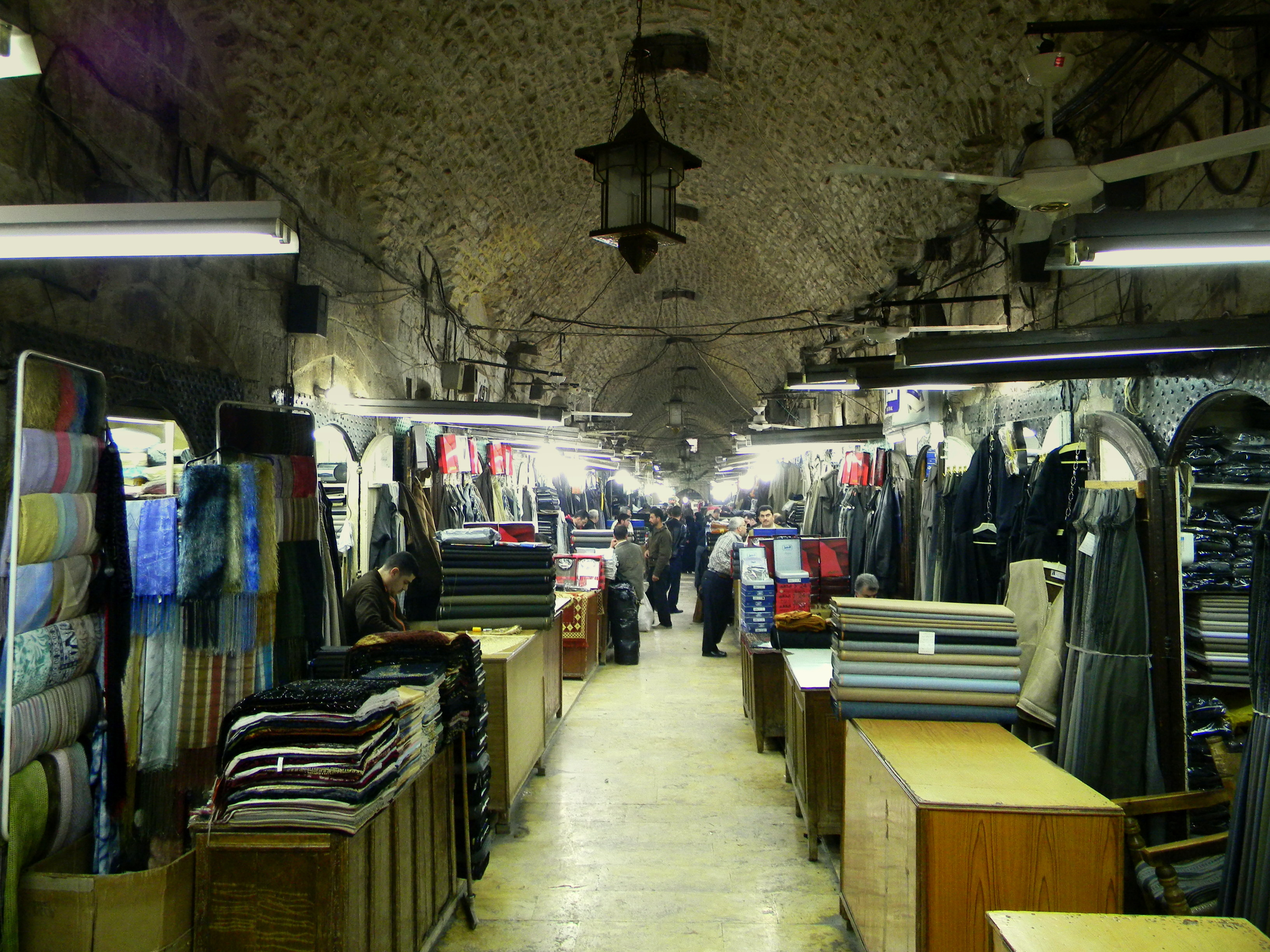
Сук ад-Дираа

- Хан аль-Кади, один из старейших ханов Алеппо (создан в 1450 году)
- Хан аль-Бургуль (от крупы булгур), построен в 1472 году, там находился британский генеральный консулат в Алеппо до начала XX века.
- Сук ас-Сабун (рынок мыла), построен в начале XVI века. Один из центров производства мыла в Алеппо.
- Сук аль-Хирадж, где торгуют дровами и углём.
- Сук аль-Атик, где торгуют кожей.

## Разрушение
Многие части рынка, включая средневековые постройки, пострадали и были разрушены в конце сентября 2012 года в результате миномётных обстрелов и пожаров в ходе битвы за Алеппо между правительственными войсками и Свободной армией Сирии.